# Edgar Rivera
Edgar Alejandro Rivera Morales (Agua Prieta, 13 febbraio 1991) è un altista messicano.

## Biografia
Rivera esordisce sulla scena mondiale ancora giovanissimo vincendo una medaglia d'oro nel 2005 agli International Children's Games di Coventry e ripetendo il successo l'anno seguente a Bangkok. Persiste la presenza nei primi anni di carriera atletica nelle maggiori competizioni mondiali e americane giovanili fino ad essere promosso tra i seniores a partire dal 2011. Negli stessi anni è stato studente e atleta presso l'Università dell'Arizona con cui ha partecipato ai campionati NCAA.

Con la nazionale messicana ha preso parte a numerose edizioni dei Mondiali, sfiorando il podio nel 2017 a Londra. Nel 2016 ha preso parte ai Giochi olimpici di Rio de Janeiro 2016, non avanzando in finale.
Si qualifica per i giochi olimpici di Tokyo come numero 32 del ranking (su 32), soprattutto con i punti ottenuti saltando 2,31 m, il primato nazionale, il 2 giugno 2021 al P-T-S Meeting di Šamorín.

## Palmarès
| Anno | Manifestazione             | Sede           | Evento        | Risultato | Prestazione | Note                                     |
| ---- | -------------------------- | -------------- | ------------- | --------- | ----------- | ---------------------------------------- |
| 2006 | Campionati CAC U18         | Port of Spain  | Salto in alto | Argento   | 1,99 m      |                                          |
| 2007 | Mondiali U18               | Ostrava        | Salto in alto | 5º        | 2,14 m      |                                          |
| 2008 | Mondiali U20               | Bydgoszcz      | Salto in alto | 10º       | 2,08 m      |                                          |
| 2009 | Panamericani U20           | Port of Spain  | Salto in alto | Argento   | 2,10 m      |                                          |
| 2010 | Mondiali U20               | Moncton        | Salto in alto | 6º        | 2,17 m      |                                          |
| 2011 | Universiadi                | Shenzen        | Salto in alto | 14º (q)   | 2,15 m      |                                          |
| 2011 | Mondiali                   | Taegu          | Salto in alto | 26º (q)   | 2,21 m      |                                          |
| 2011 | Giochi panamericani        | Guadalajara    | Salto in alto | 8º        | 2,18 m      |                                          |
| 2012 | Campionati NACAC U23       | Irapuato       | Salto in alto | Oro       | 2,23 m      |                                          |
| 2013 | Universiadi                | Kazan'         | Salto in alto | 10º       | 2,15 m      |                                          |
| 2013 | Mondiali                   | Mosca          | Salto in alto | 22º (q)   | 2,22 m      |                                          |
| 2014 | Campionati ibero-americani | San Paolo      | Salto in alto | Oro       | 2,28 m      |                                          |
| 2014 | Giochi CAC                 | Veracruz       | Salto in alto | 4º        | 2,21 m      |                                          |
| 2015 | Giochi panamericani        | Toronto        | Salto in alto | 7º        | 2,20 m      |                                          |
| 2016 | Giochi olimpici            | Rio de Janeiro | Salto in alto | 35º (q)   | 2,17 m      |                                          |
| 2017 | Mondiali                   | Londra         | Salto in alto | 4º        | 2,29 m      |                                          |
| 2018 | Giochi CAC                 | Barranquilla   | Salto in alto | 8º        | 2,16 m      |                                          |
| 2018 | Campionati NACAC           | Toronto        | Salto in alto | 6º        | 2,22 m      |                                          |
| 2019 | Giochi panamericani        | Lima           | Salto in alto | 9º        | 2,15 m      |                                          |
| 2021 | Giochi olimpici            | Tokyo          | Salto in alto | 19º (q)   | 2,21 m      |                                          |
| 2022 | Mondiali indoor            | Belgrado       | Salto in alto | 7º        | 2,24 m      | Miglior prestazione personale stagionale |
| 2022 | Mondiali                   | Eugene         | Salto in alto | 13º       | 2,19 m      |                                          |
| 2023 | Giochi CAC                 | San Salvador   | Salto in alto | 4º        | 2,22 m      |                                          |
| 2023 | Mondiali                   | Budapest       | Salto in alto | 14° (q)   | 2,25 m      |                                          |
| 2023 | Giochi panamericani        | Santiago       | Salto in alto | 4º        | 2,21 m      |                                          |
| 2024 | Mondiali indoor            | Glasgow        | Salto in alto | 8º        | 2,20 m      | Miglior prestazione personale stagionale |
| 2024 | Giochi olimpici            | Parigi         | Salto in alto | 15º (q)   | 2,20 m      |                                          |